# 月饼会
月饼会，简称“饼会”，是香港旧时预售月饼的一种方法，会员使用分期付款方式预先订购月饼。这种方法，方便客人不用一次花较多钱买月饼之余，月饼店等生产商也可以预先了解市场需求，做好原料进货及月饼出货预算。
因为月饼大多用来馈赠送礼，要赶在农历八月十五中秋节前后送给很多亲朋好友，需求集中且量大，所以经常出现八月十五抢购月饼和无法顺利买齐数量的情况。有了月饼会统一预购的销售方式后，既可以方便客人又可以降低饼店成本。供月饼可以一份份计，也可以只供半份，一般一份数量为十盒月饼，半份是五盒。
1970年代，为月饼会鼎盛时期，此间月饼供不应求，人人争做月饼会。